# Jean Combot
Pour les articles homonymes, voir Combot.
Jean Combot, né le 19 novembre 1928 à Saint-Pol-de-Léon et mort le 14 mai 2021 à Landivisiau, est un footballeur français. Défenseur replacé au poste d'attaquant au cours de sa carrière, il a principalement évolué chez les professionnels au Stade rennais, avant de voir sa carrière brisée par une grave blessure au genou.

## Biographie
Né à Saint-Pol-de-Léon, dans le Finistère, le 19 novembre 1928 Jean Combot est issu d'une famille de footballeurs, son frère aîné Henri ayant également été professionnel. Comme son frère, il débute au football à l'ES Kreisker, l'un des deux clubs de Saint-Pol-de-Léon. Sportif, il pratique également l'athlétisme, et notamment le saut en longueur, tutoyant le record de Bretagne de la spécialité, et dispose par ailleurs d'un physique massif.
En 1946, il rejoint son frère Henri au Stade rennais, mais il ne joue que très peu, disputant un seul match, en attaque, le 22 décembre 1946 contre le Stade français (défaite rennaise un but à zéro). Le temps de la saison 1947-1948, il retourne à Saint-Pol-de-Léon et l'ES Kreisker, puis revient un an plus tard à Rennes, mais en choisissant de garder le statut amateur pour éviter d'être transféré. Peu aligné par François Pleyer au début de la saison 1948-1949, il gagne finalement sa place en défense. Un statut qu'il confirme la saison suivante, assurant également quelques piges au milieu de terrain.
Pour la saison 1950-1951, Pleyer décide de le positionner au poste d'avant-centre, associé à l'international français Jean Grumellon. Lors des trois premières journées de championnat, l'attaque rennaise impressionne, marquant six buts à l'AS Saint-Étienne, à l'OGC Nice, puis au Toulouse FC, Combot inscrivant six des dix-huit buts, dont un triplé face à Saint-Étienne. Le Saint-Politain inscrit un total de treize buts en l'espace de quatorze rencontres durant ce début de championnat, aidé par sa frappe de balle puissante et précise,. Cette affirmation au poste d'attaquant prend fin brutalement, le 26 novembre 1950, dans un choc très violent avec René Pleimelding, défenseur du FC Nancy. Combot est victime d'une entorse du genou droit, compliquée d'un arrachement des ligaments latéraux et croisés. Un acte pour lequel Pleimelding, qualifié de « boucher » par la presse, n'est pas sanctionné par l'arbitre du match.
Gravement touché, Jean Combot doit subir quatre interventions chirurgicales, mais ne retrouve jamais l'intégralité de ses capacités physiques. Avec le Stade rennais, il ne dispute qu'une seule rencontre entre son accident et son départ en 1953, le 18 octobre 1951 contre Le Havre AC,. Espérant toujours pouvoir rejouer au football, il finit par quitter Rennes pour rejoindre le Toulouse FC, son président Jean-Marie Puntis croyant encore en ses qualités. Ironie du sort, il y retrouve Pleimelding, qui y joue depuis l'année précédente. Lors de la saison 1953-1954, Jean Combot joue plusieurs matchs avec l'équipe réserve, même si son genou enfle après chaque rencontre, mais il réussit tout de même à jouer quatre matchs avec les professionnels durant l'année.
Mettant un terme à sa carrière professionnelle en 1954, Jean Combot décide de se consacrer au métier d'horticulteur, mais il ne s'éloigne pas définitivement du football. En 1960, il retourne à l'ES Kreisker, dans un rôle d'entraîneur-joueur puis de dirigeant. Il lance ainsi la carrière de l'attaquant Louis Floch et est l'un des initiateurs de la fusion de l'ES Kreisker avec le Stade léonard, qui donne naissance en 1967 au Stade Léonard Kreisker,.
Il est le grand-père maternel d'un autre footballeur professionnel, Pierre-Yves Hamel, né en 1994, passé comme lui sous les couleurs du Stade rennais.

## Statistiques
Le tableau suivant récapitule les statistiques de Jean Combot durant sa carrière professionnelle,.
| Saison                | Club                  | Championnat           | Championnat | Championnat | Coupe(s) nationale(s) | Coupe(s) nationale(s) | Total | Total |
| Saison                | Club                  | Division              | M.          | B.          | M.                    | B.                    | M.    | B.    |
| 1946 - 1947           | Stade rennais         | D1                    | 1           | 0           | 0                     | 0                     | 1     | 0     |
| 1948 - 1949           | Stade rennais         | D1                    | 12          | 0           | 3                     | 0                     | 15    | 0     |
| 1949 - 1950           | Stade rennais         | D1                    | 27          | 6           | 2                     | 0                     | 29    | 6     |
| 1950 - 1951           | Stade rennais         | D1                    | 14          | 13          | 0                     | 0                     | 14    | 13    |
| 1951 - 1952           | Stade rennais         | D1                    | 1           | 0           | 0                     | 0                     | 1     | 0     |
| 1952 - 1953           | Stade rennais         | D1                    | 0           | 0           | 0                     | 0                     | 0     | 0     |
| 1953 - 1954           | Toulouse FC           | D1                    | 3           | 0           | 1                     | 0                     | 4     | 0     |
| Total sur la carrière | Total sur la carrière | Total sur la carrière | 58          | 19          | 6                     | 0                     | 64    | 19    |